# Megaselia subcrocea
Megaselia subcrocea är en tvåvingeart som beskrevs av Borgmeier 1967. Megaselia subcrocea ingår i släktet Megaselia och familjen puckelflugor. Inga underarter finns listade i Catalogue of Life.